# Timm Thaler (Zeichentrickserie)
Timm Thaler ist eine deutsche Zeichentrickserie aus dem Jahre 2002.

## Inhalt
Die Serie beginnt damit, dass Timm Thaler, der keine Eltern mehr hat und bei seiner Tante Tilly, die einen Schönheitssalon für Hunde betreibt lebt, sein Lachen, welches alle Leute überzeugen kann, an den reichen Edelmann Baron Lived für 66 Wettgewinne verkauft. Sobald Timm mit jemandem in der sechsten Minute jeder neuen Stunde wettet, geschieht, was er gewettet hat, Timm darf aber mit niemandem über seinen Pakt mit Baron Lived sprechen, weil er sonst augenblicklich zu Stein erstarren würde. Timm sorgt dafür, dass seine blinde Freundin Akiko eine japanische Geigenspielerin wieder sehen kann. Timm erfährt später im Verlauf der Serie aber auch, dass Baron Lived der Teufel ist und sein Lachen verwenden möchte, um den Leuten sein Eis, das mit Malava, einer grünen, lava-ähnlichen Substanz verseucht ist und die Menschen böse macht, zu verkaufen. Danach versucht Timm gemeinsam mit Akiko, dem Samuraikäfer Shu Shu und dem erfinderischen Hamster Humphrey, der vor seiner Bekanntschaft mit Timm als Zirkushamster tätig war, sein Lachen wiederzuerlangen. Um das zu erreichen, reist er um die ganze Welt, durch die Zeit und den Weltraum, das ermöglichem ihm seine Wetten, die Baron Lived erfüllen muss, obwohl er weiß, dass Timm und seine Freunde seine Pläne durchkreuzen wollen. Neben Timms fiesem Cousin Richie stellen sich ihm auch die Handlanger des Teufels, der starke aber dümmliche Dämon Behemoth, die Monster-Tasche Astarod und die rechte Hand von Baron Lived, der Drache Forcas, in den Weg. Um den Teufel zu besiegen, benötigen Timm und seine Freunde den Stein von Avalam, dieser muss dann mit Malava verbunden werden, was am Ende der letzten Folge auch gelingt und Baron Lived und seine Helfer für immer in die Hölle verbannt.

## Produktion und Veröffentlichung
Die Serie wurde unter der Regie von Hans Glauert vom Bayerischen Rundfunk (BR), Prime Time TV und Time Spirit produziert. Die Animation entstand bei Toon Manila Productions. Das Konzept auf der Grundlage des Romans Timm Thaler oder Das verkaufte Lachen von James Krüss entwarf Barbara Schmidt, die Drehbücher schrieben Thomas Brinx, Mario Giordano, Anja Kömmerling, Christoph Bob Konrad und Christian Matzerath.
Die Erstausstrahlung der 26 Folgen fanden vom 11. Oktober 2002 bis zum 15. November 2002 bei KI.KA statt. Es fanden mehrere Wiederholungen bei KI.KA, Das Erste, Bayerischer Rundfunk und Hessischer Rundfunk statt.

## Synchronisation
| Charakter              | Sprecher           |
| ---------------------- | ------------------ |
| Timm Thaler            | Max Felder         |
| Samuraikäfer Shu Shu   | Gudo Hoegel        |
| Akiko                  | Anke Kortemeier    |
| Dämon Behemoth         | Manfred Erdmann    |
| Drache Forcas          | Hans-Rainer Müller |
| Baron Lived/Der Teufel | Crock Krumbiegel   |
| Tante Tilly            | Katharina Lopinski |
| Richie                 | Karim El Kammouchi |
| Hamster Humphrey       | Michael Habeck     |

## Episodenliste
| Nummer (Staffel) | Originaltitel (deutsch)           | Erstausstrahlung (KI.KA) |
| ---------------- | --------------------------------- | ------------------------ |
| 1                | Das bezauberndste Lachen der Welt | 11. Oktober 2002         |
| 2                | Ein Pakt mit dem Teufel           | 14. Oktober 2002         |
| 3                | Lauter Kunststücke                | 15. Oktober 2002         |
| 4                | Die unmögliche Wette              | 16. Oktober 2002         |
| 5                | San Gelatissimo                   | 17. Oktober 2002         |
| 6                | Einmal Nordpol und zurück         | 18. Oktober 2002         |
| 7                | Die Wahrheit kommt ans Licht      | 21. Oktober 2002         |
| 8                | Das Siegel des Barons             | 22. Oktober 2002         |
| 9                | Die Suche nach Hildegard          | 23. Oktober 2002         |
| 10               | Der weise Nikolas                 | 24. Oktober 2002         |
| 11               | Der Stein des Bösen               | 25. Oktober 2002         |
| 12               | Gefährliche Experimente           | 28. Oktober 2002         |
| 13               | Die Welt der Maya                 | 29. Oktober 2002         |
| 14               | Die Livetto-Schlacht              | 30. Oktober 2002         |
| 15               | Die Gruft der Schatten            | 31. Oktober 2002         |
| 16               | Im alten Rom                      | 1. November 2002         |
| 17               | Expedition ins All                | 4. November 2002         |
| 18               | Königliches Durcheinander         | 5. November 2002         |
| 19               | Die Rettung des Wundersteins      | 6. November 2002         |
| 20               | Am Ursprungsort des Bösen         | 7. November 2002         |
| 21               | Eine Reise im U-Boot              | 8. November 2002         |
| 22               | El Nino, der Pirat                | 11. November 2002        |
| 23               | El Nino, der Pirat                | 12. November 2002        |
| 24               | Die Hilfe der Samurai             | 13. November 2002        |
| 25               | Des Rätsels Lösung                | 14. November 2002        |
| 26               | Entscheidung auf Moro             | 15. November 2002        |

## Veröffentlichungen

### DVD
| Titel                 | Inhalt      | Sprachfassung     | Veröffentlichung  | Ref.  |
| --------------------- | ----------- | ----------------- | ----------------- | ----- |
| Timm Thaler 1         | Folge 1–4   | Deutsch           | 28. Januar 2004   | [ 1 ] |
| Timm Thaler 2         | Folge 5–8   | Deutsch           | 28. Januar 2004   | [ 1 ] |
| Timm Thaler – Vol. 1  | Folge 1–3   | Deutsch, Englisch | 27. Oktober 2006  | [ 1 ] |
| Timm Thaler – Vol. 2  | Folge 4–5   | Deutsch, Englisch | 27. Oktober 2006  | [ 1 ] |
| Timm Thaler – Vol. 3  | Folge 6–7   | Deutsch, Englisch | 27. Oktober 2006  | [ 1 ] |
| Timm Thaler – Vol. 4  | Folge 8–9   | Deutsch, Englisch | 24. November 2006 | [ 1 ] |
| Timm Thaler – Vol. 5  | Folge 10–11 | Deutsch, Englisch | 24. November 2006 | [ 1 ] |
| Timm Thaler – Vol. 6  | Folge 12–13 | Deutsch, Englisch | 24. November 2006 | [ 1 ] |
| Timm Thaler – Vol. 7  | Folge 14–15 | Deutsch, Englisch | 26. Januar 2007   | [ 1 ] |
| Timm Thaler – Vol. 8  | Folge 16–17 | Deutsch, Englisch | 26. Januar 2007   | [ 1 ] |
| Timm Thaler – Vol. 9  | Folge 18–19 | Deutsch, Englisch | 26. Januar 2007   | [ 1 ] |
| Timm Thaler – Vol. 10 | Folge 20–21 | Deutsch, Englisch | 4. Mai 2007       | [ 1 ] |
| Timm Thaler – Vol. 11 | Folge 22–23 | Deutsch, Englisch | 4. Mai 2007       | [ 1 ] |
| Timm Thaler – Vol. 12 | Folge 24–26 | Deutsch, Englisch | 4. Mai 2007       | [ 1 ] |